# Wieniamin Jakowlew

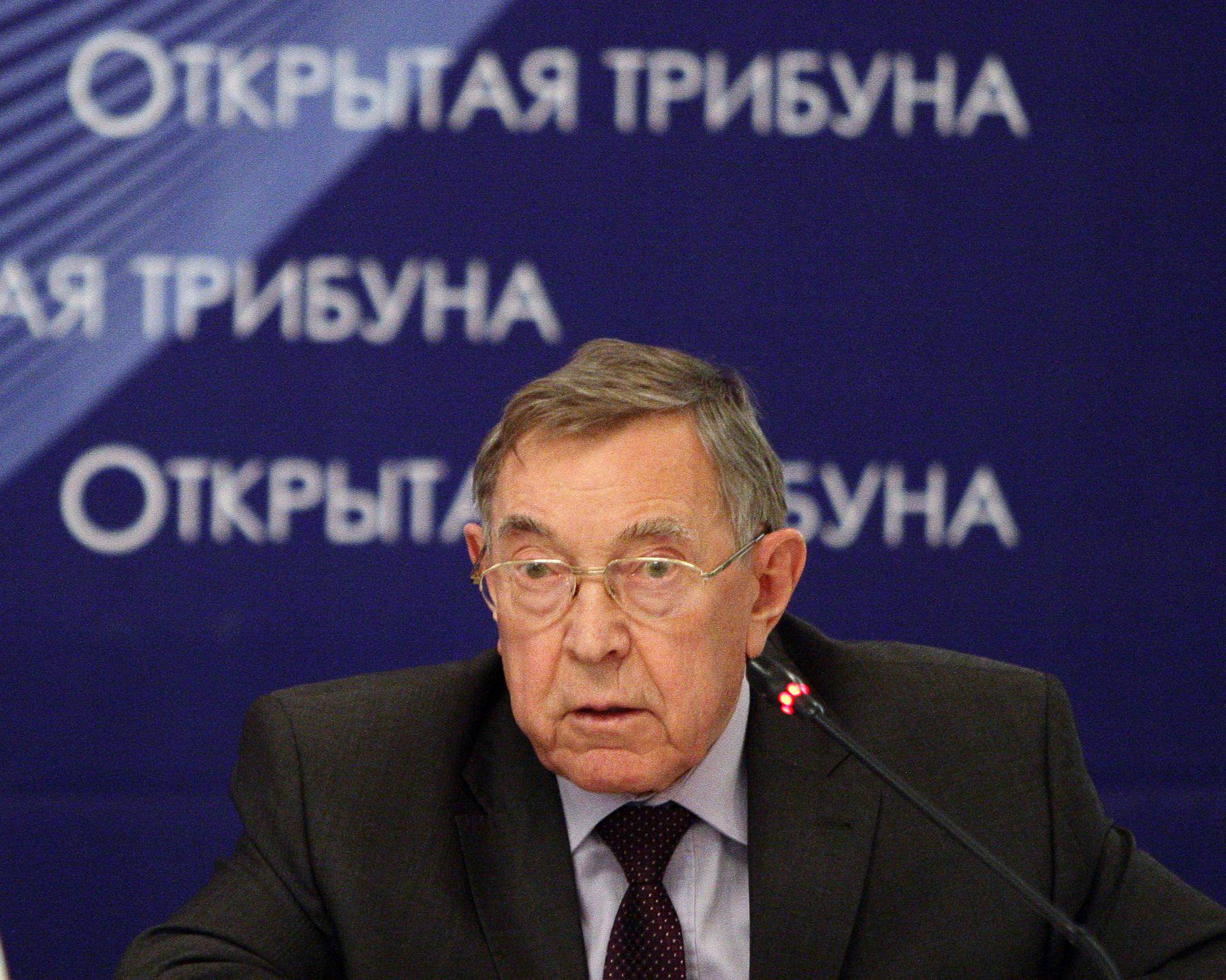
2013

Wieniamin Fiodorowicz Jakowlew (ros. Вениами́н Фёдорович Я́ковлев, ur. 12 lutego 1932 w miejscowości Pietuchowo w obwodzie kurgańskim, zm. 2018) – radziecki i rosyjski prawnik i polityk.

## Życiorys
W 1953 ukończył Swierdłowski Instytut Prawniczy, 1953-1956 był wykładowcą i dyrektorem szkoły prawniczej w Jakucku, a w latach 1956-1960 zastępcą prokuratora Jakuckiej ASRR.
W latach 1960–1987 był pracownikiem naukowym Swierdłowskiego Instytutu Prawniczego – starszym wykładowcą, docentem, dziekanem, kierownikiem katedry i prorektorem, 1973 uzyskał tytuł doktora, 1987-1989 był dyrektorem Wszechzwiązkowego Instytutu Naukowo-Badawczego Radzieckiego Prawodawstwa w Moskwie.
Od 1989 do grudnia 1990 minister sprawiedliwości ZSRR, 1990-1991 główny arbiter państwowy ZSRR i przewodniczący Najwyższego Sądu Arbitrażowego ZSRR.
Od lipca 1990 członek KC KPZR.
W 1991 państwowy doradca ds. polityki prawnej przy prezydencie ZSRR – kierownik służby prawniczej aparatu prezydenta ZSRR Michaiła Gorbaczowa. W kwietniu 1992 wybrany na przewodniczącego Najyższego Sądu Arbitrażowego Federacji Rosyjskiej.
31 stycznia 2005 dekretem prezydenta Rosji Władimira Putina wyznaczony doradcą prezydenta Federacji Rosyjskiej. Od 13 maja 2008 był doradcą prezydenta Dmitrija Miedwiediewa, a od 26 maja 2012 ponownie doradcą Władimira Putina. Członek korespondent RAN (2003). Autor ponad 150 prac naukowych z zakresu teorii prawa, prawa cywilnego i wymiaru sprawiedliwości.

## Odznaczenia
- Order „Za zasługi dla Ojczyzny” I klasy (2005), II klasy i III klasy